# El Clàssic

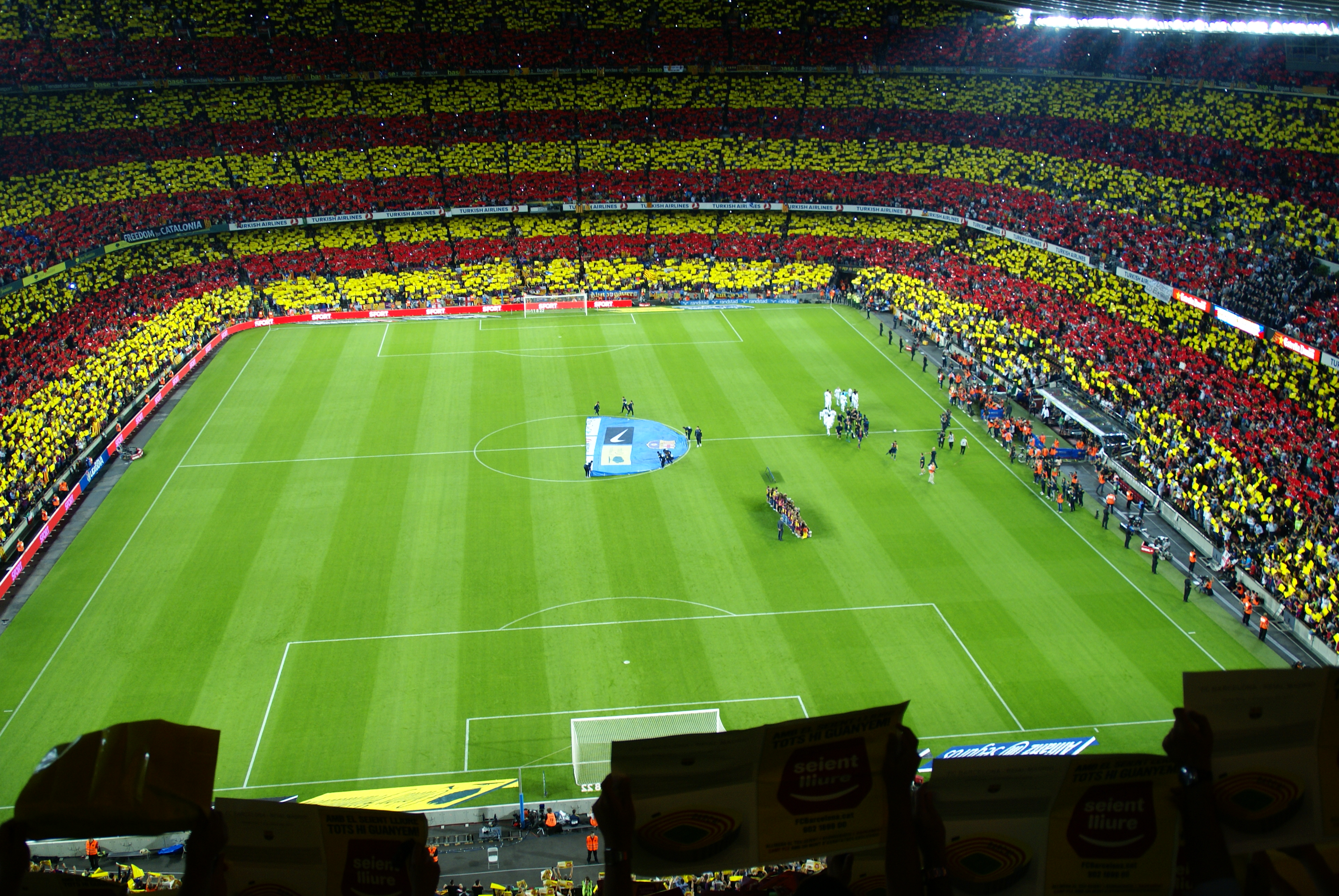
El Camp Nou abans del Clàssic de la lliga, el 7 d'octubre 2012.

El Clàssic, també conegut com a derbi espanyol, és un partit de futbol entre dos equips rivals, el Reial Madrid CF i el FC Barcelona. La rivalitat arriba perquè Madrid i Barcelona són les dues ciutats més grans d'Espanya i els dos clubs són els més influents i reeixits de l'estat.
Tot i que hi ha clàssics tant de futbol com de bàsquet, el més conegut és el de futbol. A nivell mundial, el clàssic guarda una important repercussió als mitjans de comunicació.
Hi ha altres partits arreu del món anomenats clàssics, com a Anglaterra els partits entre el Leeds United i el FC Blackpool. A l'Argentina el partit entre Boca Juniors i River Plate són anomenats superclàssics.

## Significació
La rivalitat s'ha enfortit a través del temps pel Reial Madrid i Barcelona perquè diversos jugadors han desertat del seu rival. Notables jugadors, que van destacar al Barça que han jugat en el Reial Madrid han estat: Bernd Schuster (1988), Michael Laudrup (1994) i Luís Figo (2000). Luis Enrique va passar del Reial Madrid al Barça el 1996 i va arribar a ser capità del Barça.
La dècada de 1960 es va veure la primera rivalitat a la Copa d'Europa etapa en què es van enfrontar dues vegades, el Reial Madrid va guanyar el 1960 i el FC Barcelona el 1961. Els dos equips es van enfrontar de nou a la Lliga de Campions de la UEFA a les semifinals del 2002. Reial Madrid, futur campió, va guanyar el xoc anomenat pels mitjans de comunicació espanyols com el partit del segle.
Ambdós clubs tenen un gran palmarès i són dels primers dels rànquings i classificacions a nivell mundial:
- Segons la IFFHS (Federació Internacional d'Història i Estadística del Futbol), el Futbol Club Barcelona ocupa el primer lloc amb 809 punts i el Reial Madrid, el tercer amb 633 punts.
- A la classificació històrica de les competicions europees el Futbol Club Barcelona ocupa el primer lloc, i el Reial Madrid, el segon.
- Quant el nombre de competicions internacionals guanyades, l'AC Milan se situa en primera posició amb 18 títols, seguit del Reial Madrid amb 15. El Barça està en cinquena posició amb 11 títols.

A nivell col·lectiu és clar que tots dos equips són dels millors del món. A nivell individual, també han jugat clàssics jugadors històrics com Diego Armando Maradona i Johan Cruyff per part del Futbol Club Barcelona i Alfredo Di Stefano per part del Reial Madrid. A la dècada del 2010, el gran derbi individual del clàssic estava entre el culer Lionel Messi i el merengue Cristiano Ronaldo.

## La rivalitat
Els dos clubs són vistos, de vegades, com a representants del centralitzat Estat espanyol i de Catalunya, així com les dues ciutats que s'han mogut en direccions diferents culturalment i política parlant.

### Context històric
Cal assenyalar que aquesta percepció contrasta amb el valor simbòlic que Madrid, va tenir durant la guerra civil espanyola pel bàndol republicà. Encara que el partit socialista va ser fundat a Madrid, gairebé totes les idees d'esquerra durant la història moderna del país - el republicanisme, el federalisme, l'anarquisme, el sindicalisme i el comunisme - s'han introduït principalment a través de Catalunya i s'hi fan més fortes aquí. També la moda, ja sigui en la roba o l'art han tendit a arrelar a Barcelona abans de ser acceptades a Madrid. Durant les dictadures de Primo de Rivera i, sobretot, la de Francisco Franco, totes les llengües i identitats regionals van ser mal vistes i contingudes. El FC Barcelona es va convertir en "més que un club" per la seva presumpta relació amb creences progressistes o de la seva funció representativa de Catalunya. Tanmateix, durant el règim de Franco, l'equip blaugrana semblava concedir beneficis a causa de la seva bona relació amb el dictador a nivell directiu. En qualsevol cas, la majoria dels catalans, i molts altres espanyols, el Reial Madrid va ser considerada com la creació del club, malgrat el fet que durant la Guerra Civil espanyola, els presidents dels dos clubs, com Josep Sunyol i Rafael Sánchez Guerra, va patir a mans d'Els Nacionals (el costat guanyador de dreta).

## Historial

### Anys 20 i 30
Quan es va començar a fer la lliga, es va veure que la rivalitat Barça-Madrid duraria fins als nostres dies. Al primer clàssic de tots, el Reial Madrid va guanyar 1-2 a Barcelona. Tot i això, el Barça acabaria guanyant el títol de Lliga. Els clàssics de la temporada 1934/35 van ser completament bojos: el Madrid va guanyar al seu camp amb un contundent 8-2 però a la tornada el Barça es va revenjar amb un 5-0 a favor. Els resultats van acabar sent favorables al Reial Madrid.

### Anys 40
Hi va haver molts gols aquesta dècada. A la temporada 1942/43 hi va haver un empat a cinc, a la temporada 1944/45 el Barça va guanyar 5-0 al Madrid repetint al de la temporada 1934/35 i a la temporada 1949/50 el Madrid va apallissar el Barça amb un 6-1. A la Copa del Rei de l'any 1943 el Madrid va guanyar en una semifinal al Barça per 11 a 1. En aquesta dècada els resultats van ser més o menys igualats.

### Anys 50
Als anys 50 el Reial Madrid va viure l'època de més gran esplendor de la seva història. De la mà de jugadors com Alfredo Di Stefano van guanyar de forma consecutiva 4 títols de lliga i 5 copes d'Europa recent creades. El Barça va guanyar 4 lligues i 5 copes del Rei a la mateixa dècada. Pel que fa als partits destacats van ser: a la temporada 1950/51 un Barcelona 7-Reial Madrid 2 i a la temporada 1953/54 un Reial Madrid 5-Barcelona 0 i un Barcelona 5-1 Reial Madrid. El Reial Madrid tornava a guanyar el balanç total de resultats.

#### L'afer d'Alfredo di Stéfano

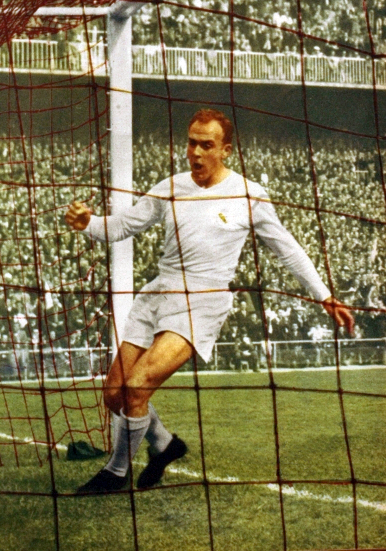
Alfredo di Stéfano en blanc, el 1959.

La rivalitat es va intensificar durant la dècada del 1950 quan els clubs es van disputar la signatura d'Alfredo di Stéfano. Di Stéfano havia impressionat pel seu joc tant al Barça com el Reial Madrid una vegada que va jugar amb el Club Deportivo Los Millonarios de Bogotà, durant una vaga de jugadors en la seva Argentina natal. Tant el Reial Madrid com el FC Barcelona van intentar fitxar-ho i, a causa de la confusió que va sorgir de Di Stéfano, traslladar-se a Millonarios de River Plate després de la vaga, els dos clubs van reclamar els seus drets sobre la seva sol·licitud de registre. Posteriorment, totes dues de Barcelona i el Reial Madrid creu que l'havien signat. Després de la intervenció de la FIFA representant Calero Muñoz (que havia ajudat anteriorment a signar a l'estrella del futbol Ladislao Kubala, pel FC Barcelona) es va decidir que Barcelona i Reial Madrid havien de compartir el jugador en temporades alternes. El FC Barcelona es va fer enrere, de manera. Amb l'arribada de Di Stéfano l'equip va esdevenir un dels millors de la història del futbol. En el seu primer partit contra el FC Barcelona va marcar dos gols.

### Anys 60
El Madrid va aconseguir el títol de Lliga en 8 ocasions i una Copa d'Europa. El Barça es va haver de conformar amb dues copes i amb ser finalista de la Copa d'Europa. El balanç total continuava amb un gran predomini blanc. La temporada 1969-70 va ser polèmic el Clàssic de quarts de final de la Copa del Generalíssim, en el qual Guruceta va sancionar amb penal una entrada de Rifé a Velázquez a dos metres fos de l'àrea, i també va expulsar el blaugrana Eladio per protestar, en un partit que va acabar amb la policia sobre la gespa del Camp Nou. Guruceta va romandre recusat pel Barcelona fins al juliol de 1985.

### Anys 70
El Barça va començar una etapa millor que les anteriors. Amb Johan Cruyff, guanyarien una lliga (ja feia 14 anys que no la guanyaven). El Barça va apallissar en un històric partit 0-5 a domicili el Reial Madrid. Aquesta dècada el Barça també va aconseguir dues Copes. El Madrid va aconseguir però 6 lligues i una copa. Per fi el Barça aconseguia superar el seu etern rival en els resultats d'una dècada.

### Anys 80
Als 80 el Madrid continuava amb l'hegemonia a la lliga, guanyant-ne 5 de consecutives. També van guanyar dues copes de la UEFA. Tot i això, el Barça va guanyar dues recopes, una lliga i tres copes del rei, gràcies sobretot, a Diego Armando Maradona i a Bernd Schuster. L'any 1986 el Barça va tornar a perdre l'oportunitat de guanyar una copa d'Europa. El Barça va passar al davant del Madrid en el balanç total de resultats de la dècada.

### Anys 90
El Barça va dominar durant els cinc primers anys. Amb l'anomenat Dream Team (equip dels somnis) i amb Johan Cruyff com a entrenador, el Barça va conquerir la primera Copa d'Europa i va guanyar quatre lligues consecutives, curiosament dues d'elles amb derrota a l'última jornada del Reial Madrid davant el Tenerife. El Madrid va encaixar un 0-5 a la temporada 1993/94 que va ser contestada l'any següent amb un 5-0.
En qüestió de palmarès, el Barça va guanyar: 6 lligues, tres copes del Rei, una copa d'Europa i dues recopes d'Europa. El Madrid va conquistar: tres lligues, dues copes del Rei i dues copes d'Europa. El Barça continuava guanyant en les xifres dels resultats.

### Anys 2000-2010
A la temporada 2000/01 el Madrid va aconseguir el títol de Lliga. El Barça va quedar quart a la Lliga i no va arribar a les finals ni de la copa del Rei ni de la Copa de la UEFA. A la temporada 2001/02 el València CF va guanyar la lliga i el Madrid i el Barça van quedar en tercer i quart lloc, respectivament. El Reial Madrid també va guanyar la novena Copa d'Europa davant el Bayer Leverkusen. El Barça va quedar quart a la lliga i a la copa d'Europa va quedar eliminat a semifinals contra el Madrid.
A la temporada 2002/03 el Madrid va guanyar la lliga traient-li a la Reial Societat i el Barça va quedar sisè. El Barça va quedar eliminat a quarts de final de la copa d'Europa. A la temporada 2003/04 el València va guanyar la lliga davant el Barça i el Reial Madrid va quedar quart. Al club blanc se li van acabar els anys d'èxits i va entrar tres anys en sequera.
A la temporada 2004/05 el Barça va guanyar la lliga amb Frank Rijkaard com a entrenador. Ronaldinho i Samuel Eto'o van liderar l'equip. A la temporada 2005/06 el Barça va guanyar la lliga amb 12 punts d'avantatge davant el Madrid. Aquest mateix any el Barça va guanyar la Copa d'Europa davant l'Arsenal (2-1).
A la temporada 2006/07 el Reial Madrid va guanyar la lliga contra pronòstic. El Barça va fer una temporada nefasta quedant eliminat al Mundial de Clubs davant l'Internacional de Porto Alegre, quedant eliminat davant el Getafe a la semifinal de la copa del Rei i caient davant el Sevilla a la Supercopa d'Europa. A la temporada 2007/08 el Barça va haver de fer el "passadís" al Madrid en el clàssic que va acabar 4-1 favorable als merengues. El Madrid va ser campió de lliga amb 8 punts d'avantatge sobre el Vila-real CF i 18 davant el Barça. Tot això la temporada que ve canviaria.

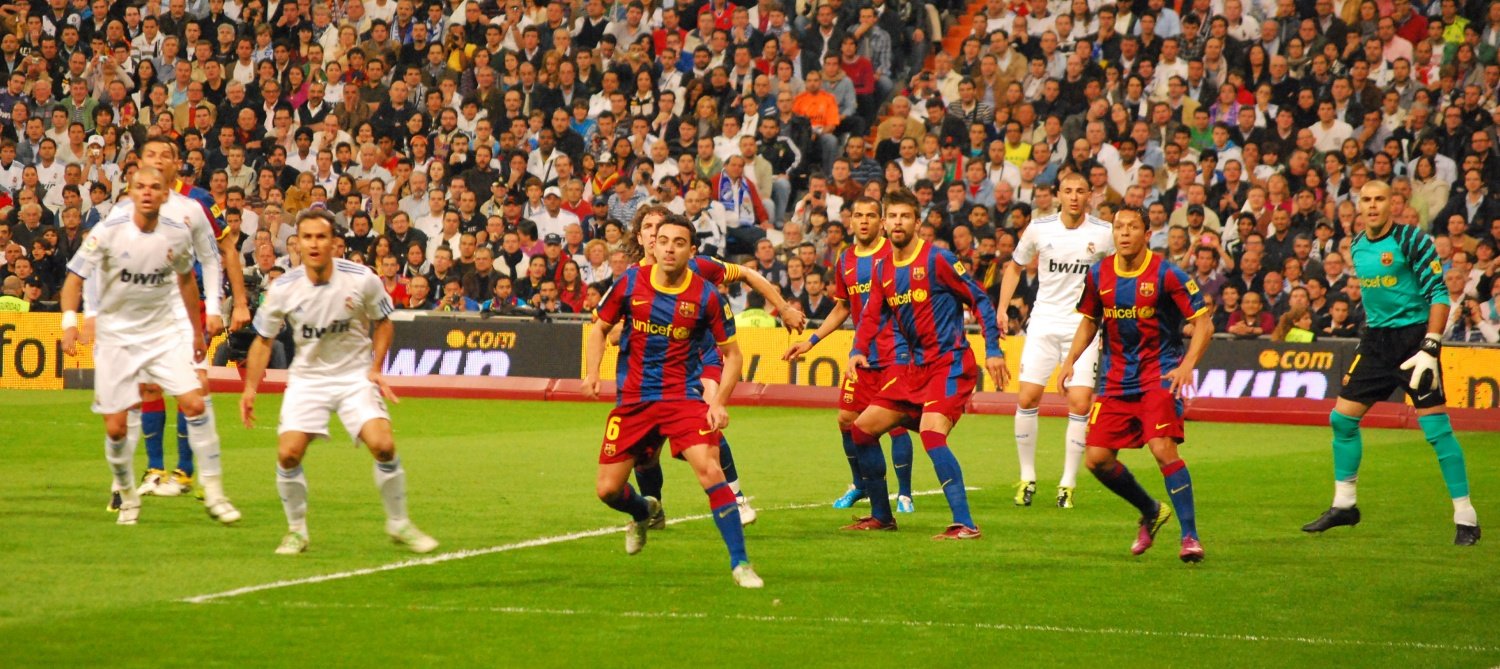
Partit Madrid-Barça de 2011

A la temporada 2008/09 va ser molt favorable als blaugranes. Els dos clàssics els va guanyar: el primer, al Camp Nou, per 2-0 i es va distanciar amb 12 punts del Madrid i el segon, al Santiago Bernabéu va guanyar pel resultat històric de 2-6. Per primera vegada a la història el Barça aconseguia fer més de cinc gols a domicili i al Madrid. Un Barcelona màgic dirigit per Pep Guardiola va aconseguir la lliga matemàticament a tres jornades pel final. A la Copa del Rei el Barça va guanyar la final a l'Athletic Club. També van aconseguir la Copa d'Europa davant el Manchester United FC per 2-0 a la final de Roma. Així, el Pep Team aconseguia ser l'únic equip espanyol que obtenia un triplet i el cinquè d'Europa. Al principi de la temporada 2009/10 també van aconseguir la Supercopa d'Espanya davant l'Athletic Club de Bilbao, la Supercopa d'Europa davant el Xakhtar Donetsk a Mònaco i el Mundial de Clubs als Emirats Àrabs Units davant l'Estudiantes de la Plata. Amb aquests tres altres títols, el Barça havia guanyat sis títols en un any o sextet, sent l'únic equip del món en aconseguir-ho.
El balanç de la dècada és més aviat per part del Barça, tot i que és difícil, ja que hi va haver molts alts i baixos. En aquesta dècada havien jugat jugadors com Lionel Messi i Ronaldinho per part del Barça i Van Nistelrooy i Iker Casillas de banda del Madrid.

### 2010-2020: Dos jugadors marquen l'època més disputada
Després de l'ostracisme que havia patit el Barça en els últims tres anys, on els catalans es van alçar amb la majoria dels títols disputats, el club madridista va contractar com a entrenador José Mourinho -un dels pocs que va aconseguir frenar el club barcelonista- per formar un sòlid projecte, primer des de feia anys amb l'objectiu de recuperar el crèdit perdut. Amb tots dos clubs dominant el panorama espanyol, dos jugadors van augmentar aquesta diferència respecte a la resta: Cristiano Ronaldo i Lionel Messi.
En la seva primera contesa els catalans -amb l'estil habitual dels últims anys- van signar un 5-0 als madrilenys encara adaptant-se com un equip, sent la cinquena vegada en la història que repetien aquest resultat. Va ser el primer d'una successió de trobades mai produïda, fet que va ocasionar que la rivalitat i les picabaralles entre els dos fossin les més fortes que es recorden en els últims anys.
L'abril de 2011 es va donar un fet inèdit en la història d'aquest partit perquè van haver quatre clàssics en 18 dies perquè coincidien en tres competicions diferents. El resultat va ser de dos empats i una victòria de cada club. La dels madrilenys va suposar frenar una ratxa negativa de sis partits consecutius sense vèncer els catalans, a més de ser en la final de la Copa del Rei de l'edició de 2010-11 i que va suposar que s'alcessin amb el títol després de divuit anys. La dels barcelonistes va suposar aconseguir després del compte general de l'eliminatòria la dissetena final europea de la seva història -per les vint-i-una assolides pels madridistes- i equilibrar el balanç de tots dos a la màxima competició europea alçant a més el seu quart títol.
El partit entre tots dos corresponent a la Lliga 2011-12, jugat el 10 de desembre de 2011, va deixar el gol més ràpid en la història dels seus enfrontaments fins a la data. Karim Benzema va marcar per als madridistes a vint-i-dos segons del començament del partit, superant l'anterior registre datat de 1941 i pertanyent a Chus Alonso quan va marcar als quaranta segons. Mentrestant, Cristiano i Messi es van convertir aleshores en dos dels majors golejadors de la història del futbol, superant els 500 gols en les seves carreres.
A partir del 2014, el Reial Madrid va invertir la tendència a favor seu. Si bé el conjunt blaugrana va aconseguir el seu segon triplet l'any 2015, el conjunt blanc va aconseguir convertir-se en el primer club en revalidar el títol i aconseguir una terna consecutiva de la Lliga de Campions sota el seu actual format, quart títol de la competició en cinc anys, en una època en la qual el club blaugrana es trobava en un dels millors moment de la seva història guanyant la major quantitat de títols i resultats de la seva història, el Reial Madrid CF va començar la considerada com a segona època daurada de la seva història sota la direcció de Zinedine Zidane.

## Partits

### Partits de Lliga
Aquests són només els partits de lliga, on el nom del club en negreta indiquen que va guanyar.
| Partit | Data             | Jornada | Equip local  | Resultat (L/V) | Equip visitant | Gols (local)                                                                  | Gols (visitant)                                             |
| ------ | ---------------- | ------- | ------------ | -------------- | -------------- | ----------------------------------------------------------------------------- | ----------------------------------------------------------- |
| 1      | 17 febrer 1929   | 2       | FC Barcelona | 1-2            | Reial Madrid   | Parera (70)                                                                   | Morera (10, 55)                                             |
| 2      | 9 maig 1929      | 11      | Reial Madrid | 0-1            | FC Barcelona   |                                                                               | Sastre (83)                                                 |
| 3      | 26 gener 1930    | 9       | FC Barcelona | 1-4            | Reial Madrid   | Bestit (63)                                                                   | Rubio (10, 37), F. López (17), Lazcano (71)                 |
| 4      | 30 març 1930     | 18      | Reial Madrid | 5-1            | FC Barcelona   | Rubio (5, 23), Lazcano (42, 68, 72)                                           | Goiburu (84)                                                |
| 5      | 1 febrer 1931    | 9       | Reial Madrid | 0-0            | FC Barcelona   |                                                                               |                                                             |
| 6      | 5 abril 1931     | 18      | FC Barcelona | 3-1            | Reial Madrid   | Ramón (12, 35, 73)                                                            | Eugenio (38)                                                |
| 7      | 31 gener 1932    | 9       | Reial Madrid | 2-0            | FC Barcelona   | Olivares (26, 40)                                                             |                                                             |
| 8      | 3 abril 1932     | 18      | FC Barcelona | 2-2            | Reial Madrid   | Samitier (20), Arocha (p. 87)                                                 | Lazcano (43), Regueiro (70)                                 |
| 9      | 1 gener 1933     | 6       | FC Barcelona | 1-1            | Reial Madrid   | Arocha (68)                                                                   | Regueiro (p. 78)                                            |
| 10     | 5 març 1933      | 15      | Reial Madrid | 2-1            | FC Barcelona   | Samitier (35, 68)                                                             | Goiburu (89)                                                |
| 11     | 26 novembre 1933 | 4       | FC Barcelona | 1-2            | Reial Madrid   | Morera (46)                                                                   | Olivares (9), Regueiro (26)                                 |
| 12     | 28 gener 1934    | 13      | Reial Madrid | 4-0            | FC Barcelona   | Valle (7), Samitier (20), Regueiro (30), Eugenio (50)                         |                                                             |
| 13     | 3 febrer 1935    | 10      | Reial Madrid | 8-2            | FC Barcelona   | Lazcano (15, 42, 73), Sañudo (21, 35, 47, 81), Regueiro (29)                  | Escolà (17), Guzmán (68)                                    |
| 14     | 21 abril 1935    | 21      | FC Barcelona | 5-0            | Reial Madrid   | Ventolrà (43, 62, 68, 82), Escolà (48)                                        |                                                             |
| 15     | 22 desembre 1935 | 7       | FC Barcelona | 0-3            | Reial Madrid   |                                                                               | Regueiro (21), Diz (40), Lecue (47)                         |
| 16     | 22 març 1936     | 18      | Reial Madrid | 3-0            | FC Barcelona   | Lecue (10, 47), Emilin (43)                                                   |                                                             |
| 17     | 28 gener 1940    | 9       | Reial Madrid | 2-1            | FC Barcelona   | Alonso (1), Lecue (75)                                                        | Pascual (3)                                                 |
| 18     | 14 abril 1940    | 20      | FC Barcelona | 0-0            | Reial Madrid   |                                                                               |                                                             |
| 19     | 1 desembre 1940  | 10      | FC Barcelona | 3-0            | Reial Madrid   | Sospedra (49, 69), Valle Mas (53)                                             |                                                             |
| 20     | 23 febrer 1941   | 21      | Reial Madrid | 1-2            | FC Barcelona   | Barinaga (49)                                                                 | Bravo (60), Martín (63)                                     |
| 21     | 19 octubre 1941  | 4       | Reial Madrid | 4-3            | FC Barcelona   | Arbiza (17, 70), Benito (p.p. 35), Belmar (55)                                | Calvet (25), Raich (p. 60), Gracia (87)                     |
| 22     | 25 gener 1942    | 17      | FC Barcelona | 0-2            | Reial Madrid   |                                                                               | Alday (63, 78)                                              |
| 23     | 27 setembre 1942 | 1       | Reial Madrid | 3-0            | FC Barcelona   | Arbiza (7, 89), Alsúa (52)                                                    |                                                             |
| 24     | 10 gener 1943    | 14      | FC Barcelona | 5-5            | Reial Madrid   | Martín (25, 40), Escolà (31), Valle Mas (32, 62)                              | Alonso (10), Alday (27, 51), Botella (74), Mardones II (87) |
| 25     | 2 gener 1944     | 13      | Reial Madrid | 0-1            | FC Barcelona   |                                                                               | Valle Mas (50)                                              |
| 26     | 9 abril 1944     | 26      | FC Barcelona | 1-2            | Reial Madrid   | Escolà (13)                                                                   | Alsúa (62), Rosalénch (p.p. 71)                             |
| 27     | 12 novembre 1944 | 8       | Reial Madrid | 1-0            | FC Barcelona   | Moleiro (21)                                                                  |                                                             |
| 28     | 25 març 1945     | 21      | FC Barcelona | 5-0            | Reial Madrid   | César (41, 46), Bravo (52), Escolà (77), Gonzalvo III (86)                    |                                                             |
| 29     | 25 novembre 1945 | 9       | Reial Madrid | 3-2            | FC Barcelona   | Barinaga (23), Pruden (63), Belmar (67)                                       | Martín (51), Gonzalvo III (85)                              |
| 30     | 3 març 1946      | 22      | FC Barcelona | 1-0            | Reial Madrid   | César (17)                                                                    |                                                             |
| 31     | 1 desembre 1946  | 11      | Reial Madrid | 2-1            | FC Barcelona   | Corona (p. 4), Molowny (79)                                                   | Seguer (23)                                                 |
| 32     | 30 març 1947     | 24      | FC Barcelona | 3-2            | Reial Madrid   | Bravo (18), Navarro (39, 49)                                                  | Arsuaga (48, 60)                                            |
| 33     | 12 octubre 1947  | 4       | Reial Madrid | 1-1            | FC Barcelona   | Barinaga (65)                                                                 | Clemente (p.p. 31)                                          |
| 34     | 25 gener 1948    | 17      | FC Barcelona | 4-2            | Reial Madrid   | Seguer (2), Basora (28, 58), César (43)                                       | Gallardo (68), Rafa Yunta (76)                              |
| 35     | 19 setembre 1948 | 2       | Reial Madrid | 1-2            | FC Barcelona   | Barinaga (60)                                                                 | Florencio (41), Basora (48)                                 |
| 36     | 9 gener 1949     | 15      | FC Barcelona | 3-1            | Reial Madrid   | César (28, 61), Basora (56)                                                   | Pahiño (9)                                                  |
| 37     | 18 setembre 1949 | 3       | Reial Madrid | 6-1            | FC Barcelona   | Pahiño (2, 40, 68), Cabrera (4), Macala (62, 69)                              | Gonzalvo II (85)                                            |
| 38     | 15 gener 1950    | 16      | FC Barcelona | 2-3            | Reial Madrid   | Basora (41), César (53)                                                       | Pahiño (58), Rafael Verdú (66), Cabrera (73)                |
| 39     | 24 setembre 1950 | 3       | FC Barcelona | 7-2            | Reial Madrid   | Nicolau (9, 56), César (14), Aurelio (39, 88), Gonzalvo III (62), Basora (82) | Molowny (15), García González (66)                          |
| 40     | 14 gener 1951    | 18      | Reial Madrid | 4-1            | FC Barcelona   | Narro (8, 17, 29), Pahiño (13)                                                | Canal (31)                                                  |
| 41     | 11 novembre 1951 | 10      | Reial Madrid | 5-1            | FC Barcelona   | Molowny (3), Cabrera (32), Pahiño (35, 87), Roque Olsen (57)                  | Basora (44)                                                 |
| 42     | 2 març 1952      | 25      | FC Barcelona | 4-2            | Reial Madrid   | Vila Soler (13), César (36, 56, 74)                                           | Roque Olsen (33), Arsuaga (39)                              |
| 43     | 23 novembre 1952 | 11      | Reial Madrid | 2-1            | FC Barcelona   | Arsuaga (76, 80)                                                              | Manchón (67)                                                |
| 44     | 5 abril 1953     | 26      | FC Barcelona | 1-0            | Reial Madrid   | Moreno (15)                                                                   |                                                             |
| 45     | 25 octubre 1953  | 7       | Reial Madrid | 5-0            | FC Barcelona   | di Stéfano (10, 85), Roque Olsen (34, 35), Molowny (39)                       |                                                             |
| 46     | 21 febrer 1954   | 22      | FC Barcelona | 5-1            | Reial Madrid   | Tejada (14, 86), César (50), Moreno (74), Manchón (89)                        | di Stéfano (6)                                              |
| 47     | 21 novembre 1954 | 11      | Reial Madrid | 3-0            | FC Barcelona   | di Stéfano (p. 44), Héctor Rial (66), Joseito (67)                            |                                                             |
| 48     | 6 març 1955      | 26      | FC Barcelona | 2-2            | Reial Madrid   | Basora (31), Dagoberto Moll (70)                                              | Gento (19, 64)                                              |
| 49     | 13 novembre 1955 | 10      | Reial Madrid | 2-1            | FC Barcelona   | Héctor Rial (35), Marquitos (89)                                              | Areta (77)                                                  |
| 50     | 18 març 1956     | 25      | FC Barcelona | 2-0            | Reial Madrid   | Villaverde (18, 29)                                                           |                                                             |
| 51     | 11 novembre 1956 | 10      | FC Barcelona | 1-0            | Reial Madrid   | Luis Suárez (46)                                                              |                                                             |
| 52     | 3 març 1957      | 25      | Reial Madrid | 1-0            | FC Barcelona   | Joseito (21)                                                                  |                                                             |
| 53     | 13 octubre 1957  | 5       | Reial Madrid | 3-0            | FC Barcelona   | Kopa (10), Héctor Rial (43), di Stéfano (73)                                  |                                                             |
| 54     | 2 febrer 1958    | 20      | FC Barcelona | 0-2            | Reial Madrid   |                                                                               | Marsal (34), Héctor Rial (37)                               |
| 55     | 26 octubre 1958  | 7       | FC Barcelona | 4-0            | Reial Madrid   | Evaristo (22, 68, 70), Tejada (84)                                            |                                                             |
| 56     | 15 febrer 1959   | 22      | Reial Madrid | 1-0            | FC Barcelona   | Herrera (79)                                                                  |                                                             |
| 57     | 29 novembre 1959 | 11      | Reial Madrid | 2-0            | FC Barcelona   | Mateos (5), di Stéfano (82)                                                   |                                                             |
| 58     | 20 març 1960     | 26      | FC Barcelona | 3-1            | Reial Madrid   | Kocsis (50), Martínez (60), Villaverde (62)                                   | di Stéfano (58)                                             |
| 59     | 4 desembre 1960  | 12      | FC Barcelona | 3-5            | Reial Madrid   | Martínez (28), Villaverde (34), Kubala (89)                                   | di Stéfano (3, 81), del Sol (15), Gento (43, 79)            |
| 60     | 26 març 1961     | 27      | Reial Madrid | 3-2            | FC Barcelona   | del Sol (55), di Stéfano (60), Puskás (78)                                    | Luis Suárez (80), Kubala (89)                               |
| 61     | 30 setembre 1961 | 5       | Reial Madrid | 2-0            | FC Barcelona   | Puskás (14), del Sol (72)                                                     |                                                             |
| 62     | 21 gener 1962    | 20      | FC Barcelona | 3-1            | Reial Madrid   | Evaristo (4, 83), Kocsis (40)                                                 | Félix Ruiz (86)                                             |
| 63     | 30 setembre 1962 | 3       | Reial Madrid | 2-0            | FC Barcelona   | di Stéfano (20, 70)                                                           |                                                             |
| 64     | 27 gener 1963    | 18      | FC Barcelona | 1-5            | Reial Madrid   | Ré (34)                                                                       | Puskás (p. 24, 35, 71), di Stéfano (47), Gento (67)         |
| 65     | 15 desembre 1963 | 12      | Reial Madrid | 4-0            | FC Barcelona   | Puskás (37, 68, p. 84), di Stéfano (77)                                       |                                                             |
| 66     | 30 març 1964     | 27      | FC Barcelona | 1-2            | Reial Madrid   | Zaldúa (27)                                                                   | Gento (18), Puskás (43)                                     |
| 67     | 8 novembre 1964  | 9       | Reial Madrid | 4-1            | FC Barcelona   | Amancio (16, 31, 74), Serena (76)                                             | Ré (68)                                                     |
| 68     | 28 febrer 1965   | 24      | FC Barcelona | 1-2            | Reial Madrid   | Ré (40)                                                                       | Pirri (63), Serena (70)                                     |
| 69     | 19 desembre 1965 | 14      | Reial Madrid | 1-3            | FC Barcelona   | Félix Ruiz (20)                                                               | Fusté (7, 8), Zaldúa (34)                                   |
| 70     | 27 març 1966     | 29      | FC Barcelona | 2-1            | Reial Madrid   | Rifé (59), Zaballa (63)                                                       | Gento (39)                                                  |
| 71     | 20 novembre 1966 | 10      | Reial Madrid | 1-0            | FC Barcelona   | Veloso (89)                                                                   |                                                             |
| 72     | 19 març 1967     | 25      | FC Barcelona | 2-1            | Reial Madrid   | Fusté (7, 89)                                                                 | Amancio (42)                                                |
| 73     | 10 desembre 1967 | 12      | Reial Madrid | 1-1            | FC Barcelona   | Gento (p. 65)                                                                 | Zaldúa (78)                                                 |
| 74     | 9 abril 1968     | 27      | FC Barcelona | 1-1            | Reial Madrid   | Zaldúa (12)                                                                   | Pirri (43)                                                  |
| 75     | 16 novembre 1968 | 9       | Reial Madrid | 2-1            | FC Barcelona   | Pirri (32), José Luis (75)                                                    | Zaldúa (19)                                                 |
| 76     | 9 març 1969      | 24      | FC Barcelona | 1-1            | Reial Madrid   | Zaldúa (26)                                                                   | Gento (p. 87)                                               |
| 77     | 14 setembre 1969 | 1       | Reial Madrid | 3-3            | FC Barcelona   | Fleitas (18, 38), Gento (63)                                                  | Bustillo (3, 5), Rexach (71)                                |
| 78     | 28 desembre 1969 | 16      | FC Barcelona | 1-0            | Reial Madrid   | Gallego (29)                                                                  |                                                             |
| 79     | 25 octubre 1970  | 7       | Reial Madrid | 0-1            | FC Barcelona   |                                                                               | Zabalza (28)                                                |
| 80     | 14 febrer 1971   | 22      | FC Barcelona | 0-1            | Reial Madrid   |                                                                               | Grande (67)                                                 |
| 81     | 27 novembre 1971 | 11      | Reial Madrid | 1-1            | FC Barcelona   | Grosso (6)                                                                    | Asensi (68)                                                 |
| 82     | 3 abril 1972     | 28      | FC Barcelona | 1-0            | Reial Madrid   | Asensi (11)                                                                   |                                                             |
| 83     | 1 octubre 1972   | 5       | FC Barcelona | 1-0            | Reial Madrid   | Barrios (52)                                                                  |                                                             |
| 84     | 24 febrer 1973   | 22      | Reial Madrid | 0-0            | FC Barcelona   |                                                                               |                                                             |
| 85     | 7 octubre 1973   | 6       | FC Barcelona | 0-0            | Reial Madrid   |                                                                               |                                                             |
| 86     | 16 febrer 1974   | 22      | Reial Madrid | 0-5            | FC Barcelona   |                                                                               | Asensi (30, 54), Cruyff (39), Juan Carlos (65), Sotil (69)  |
| 87     | 4 gener 1975     | 15      | Reial Madrid | 1-0            | FC Barcelona   | Juan Roberto Martínez (43)                                                    |                                                             |
| 88     | 11 maig 1975     | 32      | FC Barcelona | 0-0            | Reial Madrid   |                                                                               |                                                             |
| 89     | 27 desembre 1975 | 15      | FC Barcelona | 2-1            | Reial Madrid   | Neeskens (3), Rexach (89)                                                     | Pirri (64)                                                  |
| 90     | 30 abril 1976    | 32      | Reial Madrid | 0-2            | FC Barcelona   |                                                                               | Rexach (15), Heredia (64)                                   |
| 91     | 19 setembre 1976 | 3       | FC Barcelona | 3-1            | Reial Madrid   | Marcial (29), Cruyff (53), Heredia (86)                                       | Pirri (52)                                                  |
| 92     | 30 gener 1977    | 20      | Reial Madrid | 1-1            | FC Barcelona   | Pirri (p. 2)                                                                  | Cruyff (16)                                                 |
| 93     | 4 desembre 1977  | 12      | FC Barcelona | 2-3            | Reial Madrid   | Rexach (30, p. 67)                                                            | Jensen (23), Santillana (35), Stielike (54)                 |
| 94     | 5 abril 1978     | 29      | Reial Madrid | 4-0            | FC Barcelona   | Jensen (6, 10), Juanito (69), Santillana (80)                                 |                                                             |
| 95     | 23 setembre 1978 | 4       | Reial Madrid | 3-1            | FC Barcelona   | Santillana (29, 46), Jensen (32)                                              | Neeskens (15)                                               |
| 96     | 17 febrer 1979   | 21      | FC Barcelona | 2-0            | Reial Madrid   | Krankl (52), Asensi (61)                                                      |                                                             |
| 97     | 23 setembre 1979 | 3       | Reial Madrid | 3-2            | FC Barcelona   | Santillana (6), Juanito (8), Cunningham (32)                                  | Landáburu (23), Krankl (36)                                 |
| 98     | 10 febrer 1980   | 20      | FC Barcelona | 0-2            | Reial Madrid   |                                                                               | García Hernández (61), Santillana (63)                      |
| 99     | 30 novembre 1980 | 13      | FC Barcelona | 2-1            | Reial Madrid   | Schuster (15), Quini (64)                                                     | Juanito (22)                                                |
| 100    | 29 març 1981     | 30      | Reial Madrid | 3-0            | FC Barcelona   | Juanito (p. 53), Santillana (71), Stielike (76)                               |                                                             |
| 101    | 20 desembre 1981 | 16      | FC Barcelona | 3-1            | Reial Madrid   | Alexanko (7), Quini (53, p. 60)                                               | Juanito (49)                                                |
| 102    | 18 abril 1982    | 33      | Reial Madrid | 3-1            | FC Barcelona   | Rafael Cortés (6), Stielike (p. 45), Isidro (82)                              | Quini (42)                                                  |
| 103    | 27 novembre 1982 | 13      | Reial Madrid | 0-2            | FC Barcelona   |                                                                               | Esteban Vigo (14), Quini (86)                               |
| 104    | 26 març 1983     | 30      | FC Barcelona | 2-1            | Reial Madrid   | Maradona (45), Perico Alonso (77)                                             | Juanito (20)                                                |
| 105    | 22 octubre 1983  | 8       | FC Barcelona | 1-2            | Reial Madrid   | Quini (p. 17)                                                                 | Juanito (p. 12), Santillana (20)                            |
| 106    | 25 febrer 1984   | 25      | Reial Madrid | 2-1            | FC Barcelona   | Juanito (16), Santillana (80)                                                 | Maradona (56)                                               |
| 107    | 2 setembre 1984  | 1       | Reial Madrid | 0-3            | FC Barcelona   |                                                                               | Ángel (p.p. 46), Archibald (86), Calderé (89)               |
| 108    | 30 desembre 1984 | 18      | FC Barcelona | 3-2            | Reial Madrid   | Gerardo (25), Migueli (53), Esteban Vigo (79)                                 | Sanchís (30), Butragueño (89)                               |
| 109    | 9 novembre 1985  | 11      | FC Barcelona | 2-0            | Reial Madrid   | Marcos (2), Calderé (72)                                                      |                                                             |
| 110    | 8 març 1986      | 28      | Reial Madrid | 3-1            | FC Barcelona   | Maceda (64), Valdano (67), Butragueño (83)                                    | Amarilla (51)                                               |
| 111    | 8 octubre 1986   | 8       | Reial Madrid | 1-1            | FC Barcelona   | Hugo Sánchez (p. 27)                                                          | Pedraza (6)                                                 |
| 112    | 31 gener 1987    | 25      | FC Barcelona | 3-2            | Reial Madrid   | Lineker (2, 5, 47)                                                            | Valdano (61), Hugo Sánchez (p. 80)                          |
| 113    | 12 abril 1987    | 35      | Reial Madrid | 0-0            | FC Barcelona   |                                                                               |                                                             |
| 114    | 23 maig 1987     | 40      | FC Barcelona | 2-1            | Reial Madrid   | Lineker (39), Roberto (p. 60)                                                 | Hugo Sánchez (53)                                           |
| 115    | 2 gener 1988     | 16      | Reial Madrid | 2-1            | FC Barcelona   | Hugo Sánchez (p. 22, 41)                                                      | Schuster (p. 30)                                            |
| 116    | 30 abril 1988    | 35      | FC Barcelona | 2-0            | Reial Madrid   | Carrasco (1), Lineker (70)                                                    |                                                             |
| 117    | 22 octubre 1988  | 8       | Reial Madrid | 3-2            | FC Barcelona   | Hugo Sánchez (57), Aldana (59), Gordillo (81)                                 | Bakero (21), Carrasco (70)                                  |
| 118    | 1 abril 1989     | 27      | FC Barcelona | 0-0            | Reial Madrid   |                                                                               |                                                             |
| 119    | 7 octubre 1989   | 6       | FC Barcelona | 3-1            | Reial Madrid   | Salinas (10), Koeman (p. 74, p. 89)                                           | Hugo Sánchez (p. 5)                                         |
| 120    | 15 febrer 1990   | 25      | Reial Madrid | 3-2            | FC Barcelona   | Míchel (24), Butragueño (45), Hugo Sánchez (p. 46)                            | Salinas (54, 57)                                            |
| 121    | 19 gener 1991    | 19      | FC Barcelona | 2-1            | Reial Madrid   | Laudrup (18), Spasić (p.p. 62)                                                | Butragueño (28)                                             |
| 122    | 8 juny 1991      | 38      | Reial Madrid | 1-0            | FC Barcelona   | Aldana (47)                                                                   |                                                             |
| 123    | 19 octubre 1991  | 6       | Reial Madrid | 1-1            | FC Barcelona   | Prosinečki (19)                                                               | Koeman (p. 58)                                              |
| 124    | 7 març 1992      | 25      | FC Barcelona | 1-1            | Reial Madrid   | Koeman (36)                                                                   | Hierro (66)                                                 |
| 125    | 5 setembre 1992  | 1       | FC Barcelona | 2-1            | Reial Madrid   | Bakero (4), Stoítxkov (87)                                                    | Míchel (p. 71)                                              |
| 126    | 29 gener 1993    | 20      | Reial Madrid | 2-1            | FC Barcelona   | Zamorano (9), Míchel (p. 41)                                                  | Amor (15)                                                   |
| 127    | 8 gener 1994     | 18      | FC Barcelona | 5-0            | Reial Madrid   | Romário (24, 56, 81), Koeman (47), Iglesias (86)                              |                                                             |
| 128    | 6 maig 1994      | 37      | Reial Madrid | 0-1            | FC Barcelona   |                                                                               | Amor (77)                                                   |
| 129    | 6 gener 1995     | 16      | Reial Madrid | 5-0            | FC Barcelona   | Zamorano (5, 21, 39), Luis Enrique (68), Amavisca (70)                        |                                                             |
| 130    | 26 maig 1995     | 35      | FC Barcelona | 1-0            | Reial Madrid   | Nadal (62)                                                                    |                                                             |
| 131    | 30 setembre 1995 | 5       | Reial Madrid | 1-1            | FC Barcelona   | Raúl (12)                                                                     | Roger (31)                                                  |
| 132    | 9 febrer 1996    | 26      | FC Barcelona | 3-0            | Reial Madrid   | Kodro (36, 89), Figo (71)                                                     |                                                             |
| 133    | 7 desembre 1996  | 16      | Reial Madrid | 2-0            | FC Barcelona   | Šuker (24), Mijatović (48)                                                    |                                                             |
| 134    | 10 maig 1997     | 37      | FC Barcelona | 1-0            | Reial Madrid   | Ronaldo (44)                                                                  |                                                             |
| 135    | 1 novembre 1997  | 9       | Reial Madrid | 2-3            | FC Barcelona   | Raúl (48), Šuker (61)                                                         | Rivaldo (5), Luis Enrique (50), Giovanni (79)               |
| 136    | 7 març 1998      | 28      | FC Barcelona | 3-0            | Reial Madrid   | Anderson (69), Figo (80), Giovanni (85)                                       |                                                             |
| 137    | 19 setembre 1998 | 3       | Reial Madrid | 2-2            | FC Barcelona   | Raúl (7, 25)                                                                  | Kluivert (12), Anderson (82)                                |
| 138    | 14 febrer 1999   | 22      | FC Barcelona | 3-0            | Reial Madrid   | Luis Enrique (4, 36), Rivaldo (80)                                            |                                                             |
| 139    | 13 octubre 1999  | 7       | FC Barcelona | 2-2            | Reial Madrid   | Rivaldo (28), Figo (49)                                                       | Raúl (26, 86)                                               |
| 140    | 26 febrer 2000   | 26      | Reial Madrid | 3-0            | FC Barcelona   | Roberto Carlos (5), Anelka (19), Morientes (52)                               |                                                             |
| 141    | 21 octubre 2000  | 6       | FC Barcelona | 2-0            | Reial Madrid   | Luis Enrique (26), Simão (79)                                                 |                                                             |
| 142    | 3 març 2001      | 25      | Reial Madrid | 2-2            | FC Barcelona   | Raúl (6, 36)                                                                  | Rivaldo (35, 69)                                            |
| 143    | 4 novembre 2001  | 11      | Reial Madrid | 2-0            | FC Barcelona   | Morientes (23), Figo (89)                                                     |                                                             |
| 144    | 16 març 2002     | 30      | FC Barcelona | 1-1            | Reial Madrid   | Xavi (58)                                                                     | Zidane (38)                                                 |
| 145    | 23 novembre 2002 | 11      | FC Barcelona | 0-0            | Reial Madrid   |                                                                               |                                                             |
| 146    | 19 abril 2003    | 30      | Reial Madrid | 1-1            | FC Barcelona   | Ronaldo (15)                                                                  | Luis Enrique (31)                                           |
| 147    | 6 desembre 2003  | 15      | FC Barcelona | 1-2            | Reial Madrid   | Kluivert (82)                                                                 | Roberto Carlos (36), Ronaldo (72)                           |
| 148    | 25 abril 2004    | 34      | Reial Madrid | 1-2            | FC Barcelona   | Solari (53)                                                                   | Kluivert (57), Xavi (86)                                    |
| 149    | 20 novembre 2004 | 12      | FC Barcelona | 3-0            | Reial Madrid   | Eto'o (29), Van Bronckhorst (44), Ronaldinho (p. 77)                          |                                                             |
| 150    | 10 abril 2005    | 31      | Reial Madrid | 4-2            | FC Barcelona   | Zidane (7), Ronaldo (20), Raúl (45+2), Owen (65)                              | Eto'o (29), Ronaldinho (73)                                 |
| 151    | 19 novembre 2005 | 12      | Reial Madrid | 0-3            | FC Barcelona   |                                                                               | Eto'o (14), Ronaldinho (59, 77)                             |
| 152    | 1 abril 2006     | 31      | FC Barcelona | 1-1            | Reial Madrid   | Ronaldinho (p. 22)                                                            | Ronaldo (37)                                                |
| 153    | 22 octubre 2006  | 7       | Reial Madrid | 2-0            | FC Barcelona   | Raúl (3), Van Nistelrooy (51)                                                 |                                                             |
| 154    | 10 març 2007     | 26      | FC Barcelona | 3-3            | Reial Madrid   | Messi (11, 28, 90+1)                                                          | Van Nistelrooy (5, p. 13), Ramos (73)                       |
| 155    | 23 desembre 2007 | 17      | FC Barcelona | 0-1            | Reial Madrid   |                                                                               | Baptista (36)                                               |
| 156    | 7 maig 2008      | 36      | Reial Madrid | 4-1            | FC Barcelona   | Raúl (13), Robben (21), Higuaín (63), Van Nistelrooy (p. 78)                  | Henry (87)                                                  |
| 157    | 13 desembre 2008 | 15      | FC Barcelona | 2-0            | Reial Madrid   | Eto'o (83), Messi (90)                                                        |                                                             |
| 158    | 2 maig 2009      | 34      | Reial Madrid | 2-6            | FC Barcelona   | Higuaín (14), Ramos (56)                                                      | Henry (18, 58), Puyol (20), Messi (36, 75), Piqué (83)      |
| 159    | 29 novembre 2009 | 12      | FC Barcelona | 1-0            | Reial Madrid   | Ibrahimović (56)                                                              |                                                             |
| 160    | 10 abril 2010    | 31      | Reial Madrid | 0-2            | FC Barcelona   |                                                                               | Messi (33), Pedro (56)                                      |
| 161    | 29 novembre 2010 | 13      | FC Barcelona | 5-0            | Reial Madrid   | Xavi (10), Pedro (18), Villa (55, 58), Jeffrén (90+1)                         |                                                             |
| 162    | 16 abril 2011    | 32      | Reial Madrid | 1-1            | FC Barcelona   | C. Ronaldo (p. 82)                                                            | Messi (p. 53)                                               |
| 163    | 10 desembre 2011 | 16      | Reial Madrid | 1-3            | FC Barcelona   | Benzema (1)                                                                   | Sánchez (30), Xavi (53), Fàbregas (66)                      |
| 164    | 21 abril 2012    | 35      | FC Barcelona | 1-2            | Reial Madrid   | Sánchez (71)                                                                  | Khedira (17), C. Ronaldo (73)                               |
| 165    | 7 octubre 2012   | 7       | FC Barcelona | 2-2            | Reial Madrid   | Messi (31, 61)                                                                | C. Ronaldo (23, 66)                                         |
| 166    | 2 març 2013      | 26      | Reial Madrid | 2-1            | FC Barcelona   | Benzema (6), Ramos (82)                                                       | Messi (18)                                                  |
| 167    | 26 octubre 2013  | 10      | FC Barcelona | 2-1            | Reial Madrid   | Neymar (19), Sánchez (78)                                                     | Jesé (90+1)                                                 |
| 168    | 23 març 2014     | 29      | Reial Madrid | 3-4            | FC Barcelona   | Benzema (20, 24), C. Ronaldo (p. 55)                                          | Iniesta (7), Messi (42, p. 65, p. 84)                       |
| 169    | 25 octubre 2014  | 9       | Reial Madrid | 3-1            | FC Barcelona   | C. Ronaldo (p. 35), Pepe (50), Benzema (61)                                   | Neymar (4)                                                  |
| 170    | 22 març 2015     | 28      | FC Barcelona | 2-1            | Reial Madrid   | Mathieu (19), L. Suárez (56)                                                  | C. Ronaldo (31)                                             |
| 171    | 21 novembre 2015 | 12      | Reial Madrid | 0-4            | FC Barcelona   |                                                                               | L. Suárez (11, 74), Neymar (39), Iniesta (53)               |
| 172    | 2 abril 2016     | 31      | FC Barcelona | 1-2            | Reial Madrid   | Piqué (56)                                                                    | Benzema (62), C. Ronaldo (85)                               |
| 173    | 3 desembre 2016  | 14      | FC Barcelona | 1-1            | Reial Madrid   | L. Suárez (53)                                                                | Ramos (90)                                                  |
| 174    | 23 abril 2017    | 33      | Reial Madrid | 2-3            | FC Barcelona   | Casemiro (28), Rodríguez (85)                                                 | Messi (33, 90+2), Rakitić (73)                              |
| 175    | 23 desembre 2017 | 17      | Reial Madrid | 0-3            | FC Barcelona   |                                                                               | L. Suárez (54), Messi (p. 64), Al. Vidal (90+3)             |
| 176    | 6 maig 2018      | 36      | FC Barcelona | 2-2            | Reial Madrid   | L. Suárez (10), Messi (52)                                                    | C. Ronaldo (14), Bale (72)                                  |
| 177    | 28 octubre 2018  | 10      | FC Barcelona | 5-1            | Reial Madrid   | Coutinho (11), L. Suárez (p. 30, 75, 83), Ar. Vidal (87)                      | Marcelo (50)                                                |
| 178    | 2 març 2019      | 26      | Reial Madrid | 0-1            | FC Barcelona   |                                                                               | Rakitić (26)                                                |
| 179    | 18 desembre 2019 | 10      | FC Barcelona | 0-0            | Reial Madrid   |                                                                               |                                                             |
| 180    | 1 març 2020      | 26      | Reial Madrid | 2-0            | FC Barcelona   | Vinícius (71), Díaz (90+2)                                                    |                                                             |
| 181    | 24 octubre 2020  | 7       | FC Barcelona | 1-3            | Reial Madrid   | Fati (8)                                                                      | Valverde (5), Ramos (p. 63), Modrić (90)                    |
| 182    | 10 abril 2021    | 30      | Reial Madrid | 2-1            | FC Barcelona   | Benzema (13), Kroos (28)                                                      | Mingueza (60)                                               |
| 183    | 24 octubre 2021  | 10      | FC Barcelona | 1-2            | Reial Madrid   | Agüero (90+7)                                                                 | Alaba (32), Vázquez (90+4)                                  |
| 184    | 20 març 2022     | 28      | Reial Madrid | 0-4            | FC Barcelona   |                                                                               | Aubameyang (29, 51), Araújo (38), Torres (47)               |
| 185    | 16 octubre 2022  | 9       | Reial Madrid | 3-1            | FC Barcelona   | Benzema (12), Valverde (35) Rodrygo (p. 90+1)                                 | Torres (83)                                                 |
| 186    | 19 març 2023     | 26      | FC Barcelona | 2-1            | Reial Madrid   | Roberto (45), Kessié (90+2)                                                   | Araújo (9)                                                  |
| 187    | 28 octubre 2023  | 11      | FC Barcelona | 1-2            | Reial Madrid   | Gündoğan (6)                                                                  | Bellingham (68, 90+2)                                       |
| 188    | 21 abril 2024    | 32      | Reial Madrid | 3-2            | FC Barcelona   | Vinícius (p. 18), L. Vásquez (73), Bellingham (90+1)                          | A. Christensen (6), Fermín (69)                             |
| 189    | 26 octubre 2024  | 11      | Reial Madrid | 0-4            | FC Barcelona   |                                                                               | Lewandoski (54, 56), L. Yamal (77), Raphinha (84)           |
| 190    | 11 maig 2025     | 35      | FC Barcelona | 4-3            | Reial Madrid   | Eric Garcia (19), L. Yamal (32), Raphinha (34,45)                             | Mbappé (p. 5, 14, 70)                                       |

### Resum
| Victòries Real Madrid  | 79  |
| Empats                 | 35  |
| Victòries FC Barcelona | 76  |
| Gols Real Madrid       | 307 |
| Gols FC Barcelona      | 309 |
| Partits totals         | 190 |

| Equip        | Guanyats a casa | Empatats a casa | Perduts a casa | GF  | GC  |
| ------------ | --------------- | --------------- | -------------- | --- | --- |
| Real Madrid  | 56              | 15              | 24             | 188 | 120 |
| FC Barcelona | 52              | 20              | 23             | 183 | 113 |

## Altres clàssics

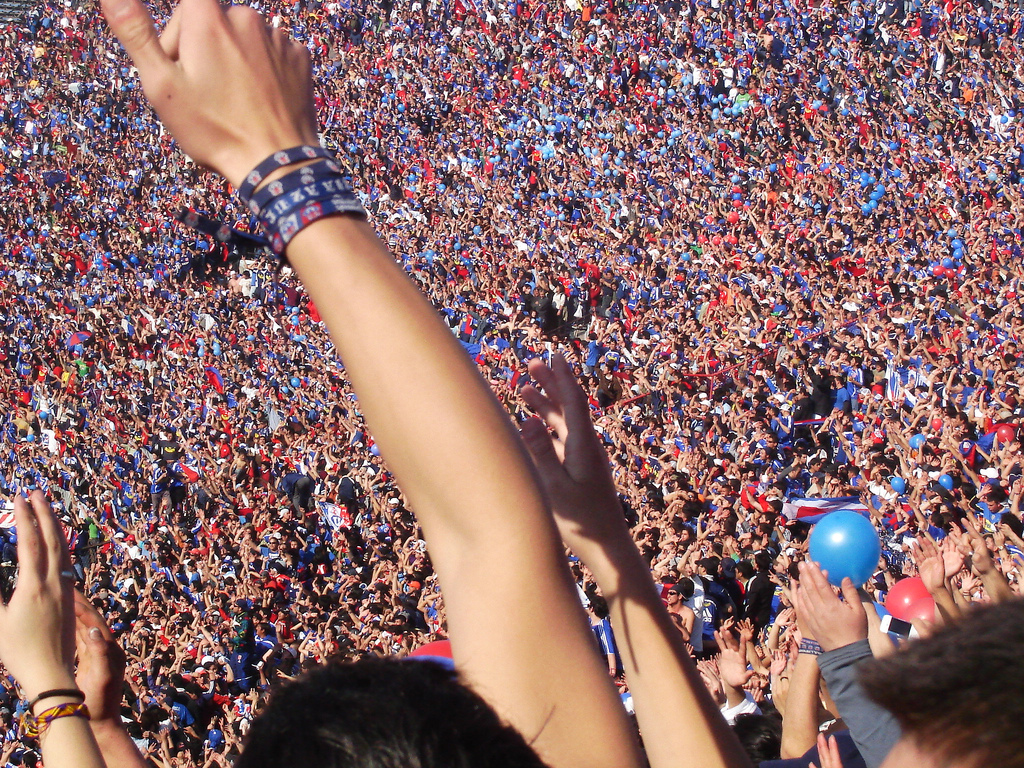
Supporters de l'Universidad de Chile, en un partit del Clásico Universitario a Xile.

Cal assenyalar que el clàssic, també té diferents utilitats en el futbol mundial: a Anglaterra a vegades als partits de la lliga de futbol anglesa jugats entre el Leeds United i el FC Blackpool són anomenats clàssics. A l'Argentina el partit entre Boca Juniors i River Plate són anomenats superclàssics.